# Inchanga natalensis
Inchanga natalensis là một loài chân đều trong họ Porcellionidae. Loài này được Barnard miêu tả khoa học năm 1932.